# دونگوان ۳۴۷۶
سیارک ۳۴۷۶ (به انگلیسی: 3476 Dongguan، نامگذاری:1978UF2) سه هزار و چهارصد و هفتاد و ششمین سیارک کشف شده‌است که در ۲۸ اکتبر ۱۹۷۸ کشف شد.
قدر مطلق سیارک برابر ۱۱٫۹۰ است.